# Địa lý Sao Hỏa
Địa lý Sao Hỏa là một lĩnh vực con của khoa học hành tinh, chuyên phân định và mô tả đặc điểm địa lý của các vùng của Sao Hỏa. Địa lý Sao Hỏa giống địa lý tự nhiên ở Trái Đất, chủ yếu nghiên cứu về sự phân bố các đặc điểm tự nhiên của Sao Hỏa và lập bản đồ chúng. Bản đồ chi tiết gần đây nhất về Sao Hỏa được NASA công bố vào ngày 16 tháng 4 năm 2023.

Bản đồ màu độ phân giải cao của Sao Hỏa được lập dựa trên ảnh chụp của tàu quỹ đạo Viking. Hơi nước ở bề mặt và nước đóng băng làm bừng sáng vùng lòng chảo hố va chạm Hellas, nằm về bên dưới phía phải so với điểm giữa của bản đồ; Syrtis Major ngay phía trên đang bị tối vì gió thổi bụi khỏi bề mặt bazan của nó. Các chỏm băng ở cực Bắc và cực Nam nằm về hai bên trên và dưới của tấm hình, lúc này là mùa hè nên lượng băng đạt mức thấp nhất.

## Lịch sử

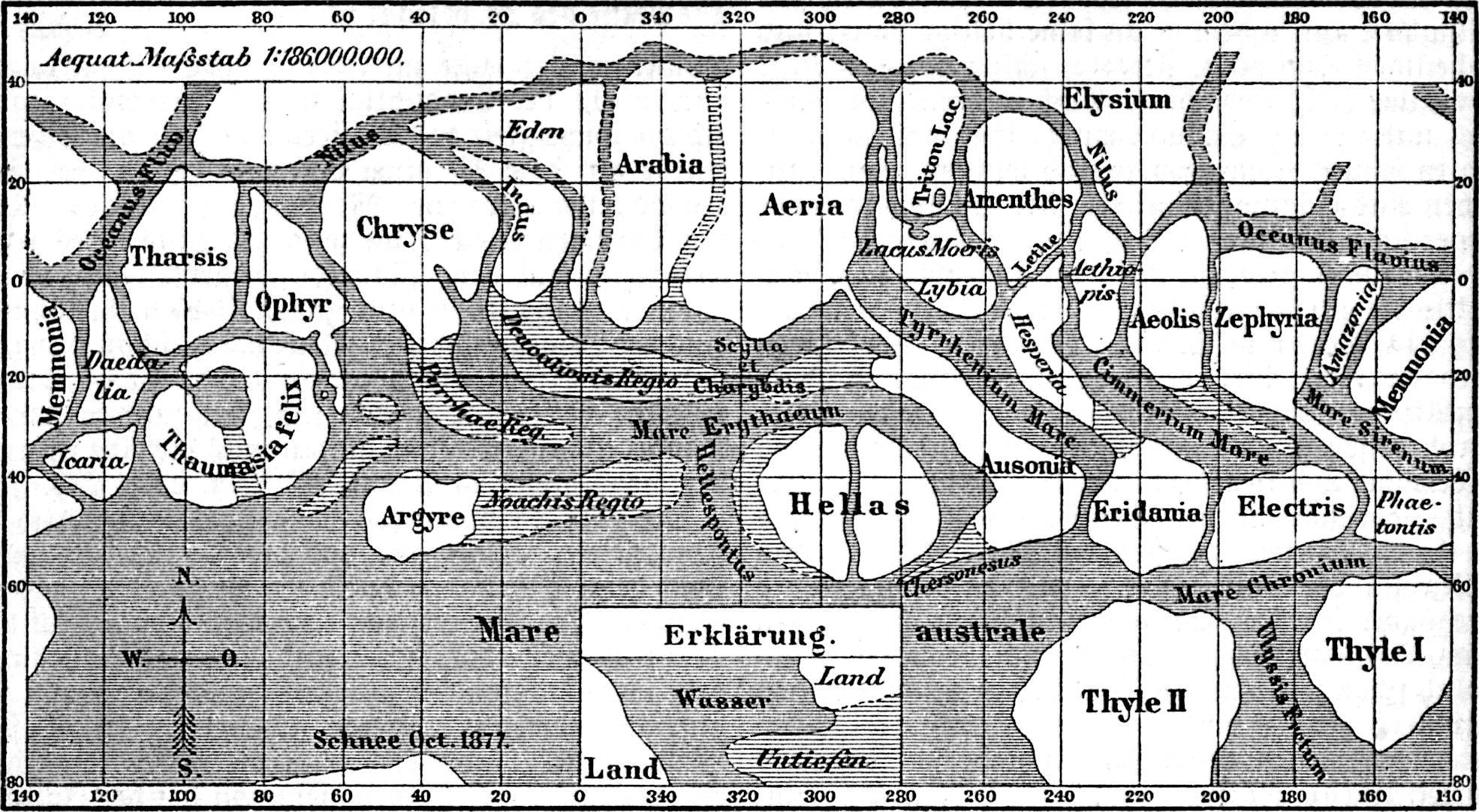
Bản đồ Sao Hỏa của Giovanni Schiaparelli. Hướng Bắc nằm ở cạnh trên của tấm bản đồ; tuy nhiên, phần lớn các bản đồ Sao Hỏa được vẽ trước thời kỳ thám hiểm không gian, quy ước giữa các nhà thiên văn học là đặt hướng Nam lên cạnh trên vì hình ảnh hành tinh khi nhìn qua kính thiên văn luôn bị đảo ngược.

Những quan sát chi tiết đầu tiên về Sao Hỏa được thực hiện bằng kính thiên văn ở Trái Đất. Những lần quan sát thường được thực hiện khi Sao Hỏa đạt vị trí xung đối, khi hành tinh này ở gần Trái Đất nhất và do đó chúng ta có thể nhìn thấy nó dễ nhất. Đáng chú ý hơn, Sao Hỏa sẽ đạt vị trí xung đối cận nhật (gần Trái Đất nhất và gần Mặt Trời nhất) vào khoảng 16 năm một lần.
Tháng 9 năm 1877, Sao Hỏa đạt vị trí xung đối với Trái Đất vào ngày 5 tháng 9, nhà thiên văn học người Ý Giovanni Schiaparelli công bố bản đồ chi tiết đầu tiên về Sao Hỏa. Bản đồ này gây chú ý vì có các đặc điểm mà ông gọi là canali ("con kênh"), sau này các nhà khoa học chứng minh được đó là ảo ảnh quang học. Những canali này được miêu tả là những đường thẳng chạy dài trên bề mặt Sao Hỏa, ông đặt tên cho chúng theo những con sông nổi tiếng trên Trái Đất. Thuật ngữ của ông thường bị dịch sai thành canal (kênh đào), và do đó đã gây ra những tranh cãi về kênh đào ở Sao Hỏa.
Sau những quan sát đầu tiên này, người ta tin rằng từ lâu Sao Hỏa đã có biển và thảm thực vật lớn. Mãi cho đến khi chương trình Mariner của NASA đưa tàu vũ trụ ghé thăm hành tinh này vào những năm 1960, chúng ta mới biết rằng sự thật không phải như vậy. Nhiều bản đồ Sao Hỏa được công bố bằng dữ liệu thu thập được từ các chương trình này, nhưng phải đến khi chương trình Mars Global Surveyor bắt đầu vào năm 1996 và kết thúc vào cuối năm 2006 thì chúng ta mới có được tấm bản đồ hoàn chỉnh và cực kỳ chi tiết.

## Lập bản đồ Sao Hỏa
Bản đồ học là môn nghệ thuật, khoa học và công nghệ của việc lập bản đồ. Ở Trái Đất, chúng ta có nhiều kỹ thuật để chuyển đổi bề mặt cong 2D thành mặt phẳng 2D, tạo điều kiện cho việc lập bản đồ. Để tạo điều kiện thuận lợi như vậy cho Sao Hỏa, các phép chiếu, hệ tọa độ, và mốc đo lường cần phải thiết lập. Hiện nay, Cục Khảo sát Địa chất Hoa Kỳ xác lập 30 tứ giác cho bề mặt Sao Hỏa, được trình bày bên dưới đây.

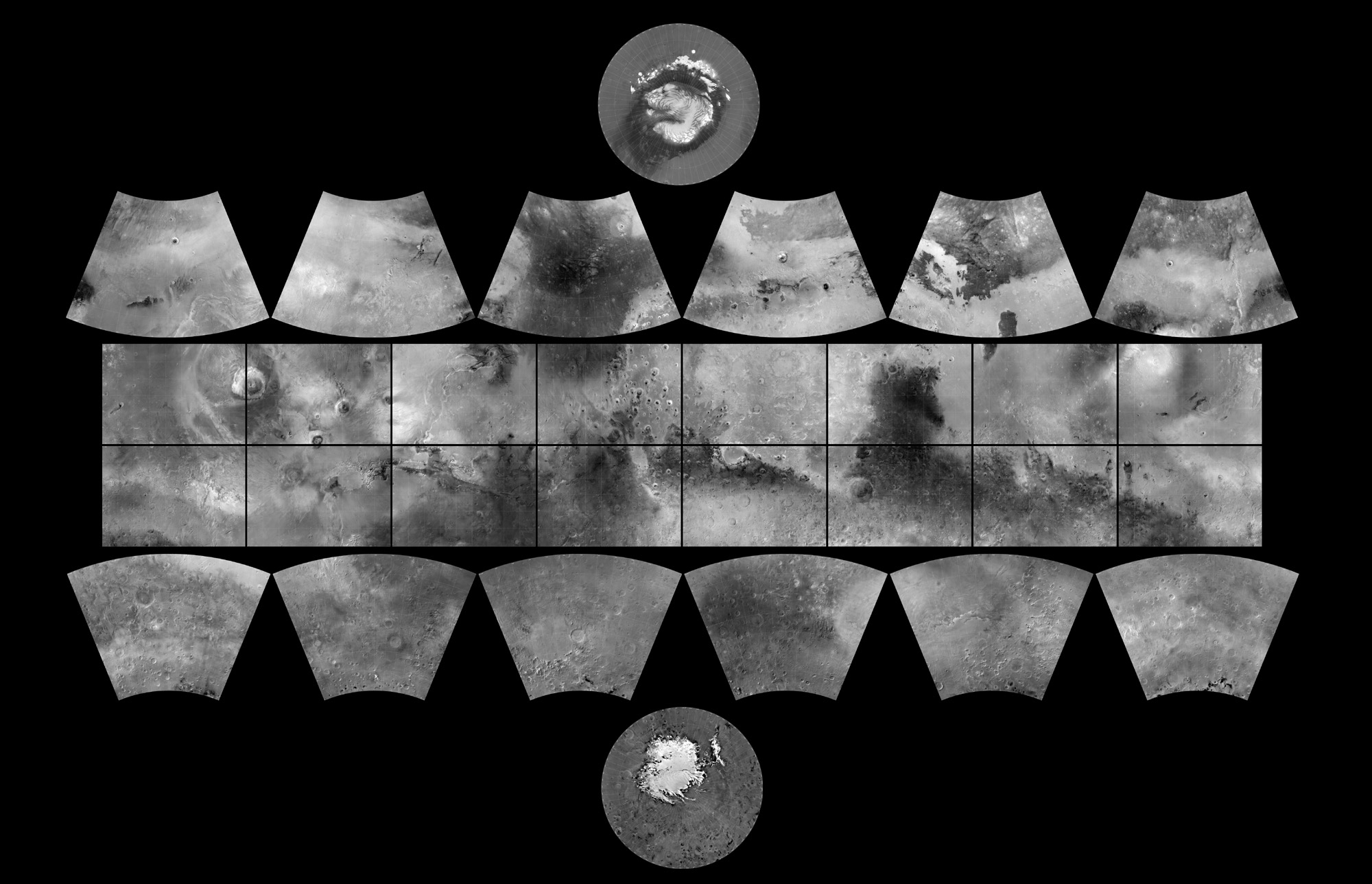
Bản đồ 30 tứ giác của Sao Hỏa được xác lập bởi Cục Khảo sát Địa chất Hoa Kỳ. Hướng Bắc là cạnh trên của ảnh, hướng Tây ở rìa trái của ảnh và nằm trên đường xích đạo. Hình ảnh bản đồ được chụp bởi chương trình Mars Global Surveyor.

### Độ cao 0
Ở Trái Đất, mốc độ cao bằng 0 dựa trên mực nước biển (geoid). Tuy nhiên, vì Sao Hỏa không có đại dương và do đó không có mực nước biển, nên rất thuận tiện để xác định mốc độ cao bằng 0 tùy ý để lập bản đồ bề mặt, mốc này được gọi là areoid.
Mốc độ cao của Sao Hỏa ban đầu được xác định theo áp suất khí quyển không đổi. Từ sứ mệnh Mariner 9 cho đến năm 2001, áp suất này được chọn là 610,5 Pa (6,105 mbar), trên cơ sở rằng dưới áp suất này, nước lỏng không bao giờ có thể ổn định (tức là điểm ba của nước ở áp suất này). Giá trị này chỉ bằng 0,6% áp suất ở mực nước biển của Trái Đất. Lưu ý rằng việc lựa chọn giá trị này không có nghĩa là nước ở dạng lỏng tồn tại dưới độ cao này, chỉ là nó có thể có nhiệt độ vượt quá 273,16 K (0,01 độ C, 32,018 độ F).
Năm 2001, dữ liệu của Mars Orbiter Laser Altimeter (tạm dịch: Thiết bị đo độ cao bằng laser từ quỹ đạo Sao Hỏa) đã đặt một quy ước mới về mốc độ cao bằng 0, được định nghĩa là bề mặt đẳng thế có giá trị trung bình tại xích đạo bằng bán kính trung bình của hành tinh.

### Kinh tuyến gốc

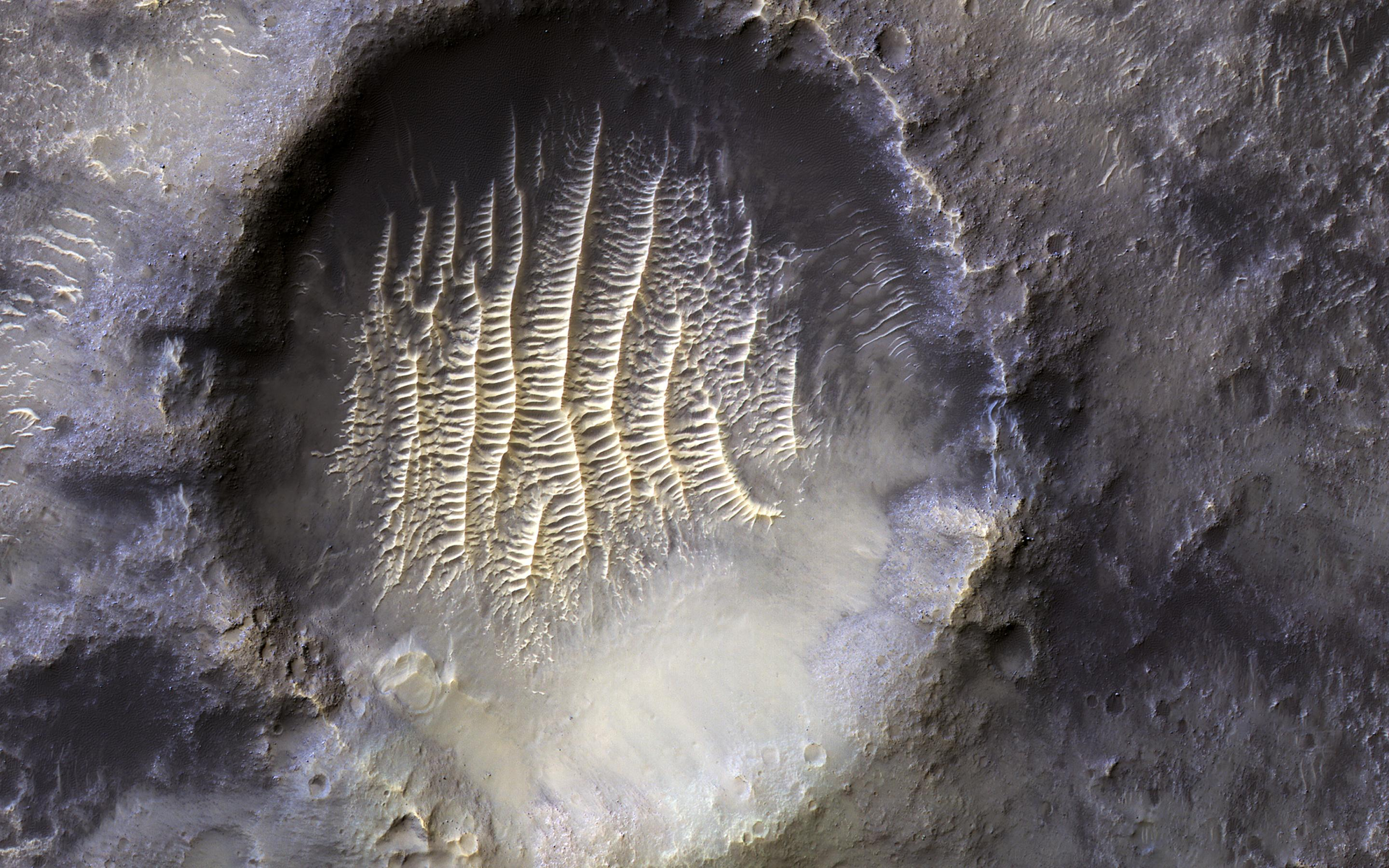
Hố va chạm Airy-0 nằm tại kinh tuyến gốc của Sao Hỏa.

Đường xích đạo của Sao Hỏa được xác định bởi trục quay của nó, nhưng vị trí kinh tuyến gốc của hành tinh này được xác định theo quy ước như kinh tuyến gốc của Trái Đất, bằng cách chọn một điểm tùy ý mà các nhà thiên văn học sau này đều đồng thuận. Các nhà thiên văn học người Đức, Wilhelm Beer và Johann Heinrich Mädler đã chọn một đặc điểm hình tròn nhỏ ở Sinus Meridiani ("Vịnh Kinh tuyến") làm điểm tham chiếu khi họ tạo ra bản đồ có hệ thống đầu tiên về các đặc điểm của Sao Hỏa vào năm 1830–1832. Năm 1877, nhà thiên văn học người Ý Giovanni Schiaparelli chấp nhận đề xuất kia khi ông bắt đầu nghiên cứu lập bản đồ Sao Hỏa của riêng mình. Năm 1909, những người tạo ra lịch thiên văn quyết định thay vì không xét đến đường tưởng tượng này thì họ chấp nhận nó, rồi đưa vào bản đồ sao và các bản hướng dẫn quan sát bầu trời lúc đó.
Năm 1972, sau khi tàu vũ trụ Mariner chụp nhiều hình ảnh mênh mông của Sao Hỏa, nhóm trắc địa và lập bản đồ của sứ mệnh Mariner 9 đề xuất lấy kinh tuyến gốc là đường đi qua tâm của hố va chạm nhỏ tên là Airy-0 có đường kính khoảng 500 m, nằm ở Sinus Meridiani, chạy dọc theo đường kinh tuyến đề xuất của Beer và Mädler, do đó xác định được kinh độ 0,0° với sai số 0,001°.
Khi các kỹ thuật đo phóng xạ giúp đo đạc và định vị các vật thể trên bề mặt Sao Hỏa chính xác hơn, tâm của một hố va chạm rộng 500 m được coi là không đủ chính xác để có một phép đo chính xác. Do đó, Hiệp hội Thiên văn Quốc tế đề xuất đặt kinh độ của tàu đổ bộ Viking 1 – nơi có dữ liệu theo dõi bằng phép đo phóng xạ – là kinh độ chuẩn 47,95137° Tây. Định nghĩa này giúp củng cố vị trí tâm của hố va chạm Airy-0 ở đúng kinh độ 0.

## Địa hình
Xét trên toàn bộ hành tinh, địa hình của Sao Hỏa thay đổi đáng kể và không có một kiểu địa hình đặc trưng nào nổi bật hơn cả. Tuy vậy, địa hình của Sao Hỏa chia thành hai kiểu địa hình khác nhau rất đáng chú ý: các vùng đồng bằng phía bắc bị san phẳng bởi dòng chảy dung nham, ngược lại với các vùng cao nguyên phía nam với đầy những hố va chạm. Do đó, bề mặt Sao Hỏa khi nhìn từ Trái Đất được chia thành hai khu vực tương phản nhau. Các đồng bằng nhạt màu hơn bị bụi, cát giàu oxit sắt bao phủ, tạo nên màu đỏ đặc trưng và từng được xem là các phần "lục địa", nổi bật có Arabia Terra (vùng đất cao Arabia) hay Amazonis Planitia (đồng bằng Amazonis). Trong khi đó, những vùng tối hơn thường được xem là biển nên có tên là Mare Erythraeum (biển Erythraean), Mare Sirenum (biển Sirenum) và Aurorae Sinus (vịnh Aurorae). Vùng tối lớn nhất nhìn thấy được từ Trái Đất là Syrtis Major Planum (cao nguyên Syrtis Major).

Bản đồ địa hình độ phân giải cao của Sao Hỏa được lập dựa trên nghiên cứu đo độ cao Sao Hỏa do nhà khoa học Maria Zuber và David Smith dẫn đầu nhóm nghiên cứu. Hướng Bắc của hành tinh là cạnh trên của bản đồ. Các đặc điểm đáng chú ý bao gồm vùng núi lửa Tharsis ở phía Tây (vùng này có Olympus Mons), Valles Marineris ở phía Đông của Tharsis và đồng bằng Hellas ở bán cầu Nam.

Núi lửa Olympus Mons cao 22 km so với vùng đồng bằng núi lửa xung quanh và là ngọn núi cao nhất từng được biết đến trên bất kỳ hành tinh nào trong Hệ Mặt Trời. Ngọn núi này nằm trong một vùng cao địa rộng lớn tên là Tharsis, nơi đây còn có nhiều ngọn núi lửa lớn khác.
Vùng Tharsis của Sao Hỏa còn có hệ thống hẻm núi lớn nhất Hệ Mặt Trời là Valles Marineris (Thung lũng Mariner, đặt theo tên chương trình Mariner) dài 4.000 km và sâu 7 km. Sao Hỏa có rất nhiều hố va chạm, lớn nhất trong số này là đồng bằng Hellas. 

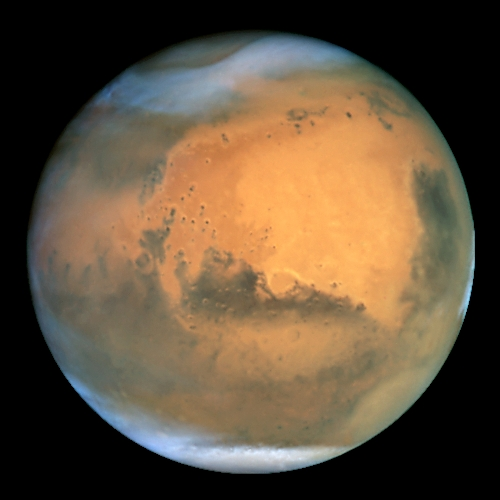
Hình ảnh Sao Hỏa chụp vào năm 2001 bởi Kính viễn vọng Không gian Hubble thấy được chỏm băng ở cực Nam của hành tinh.

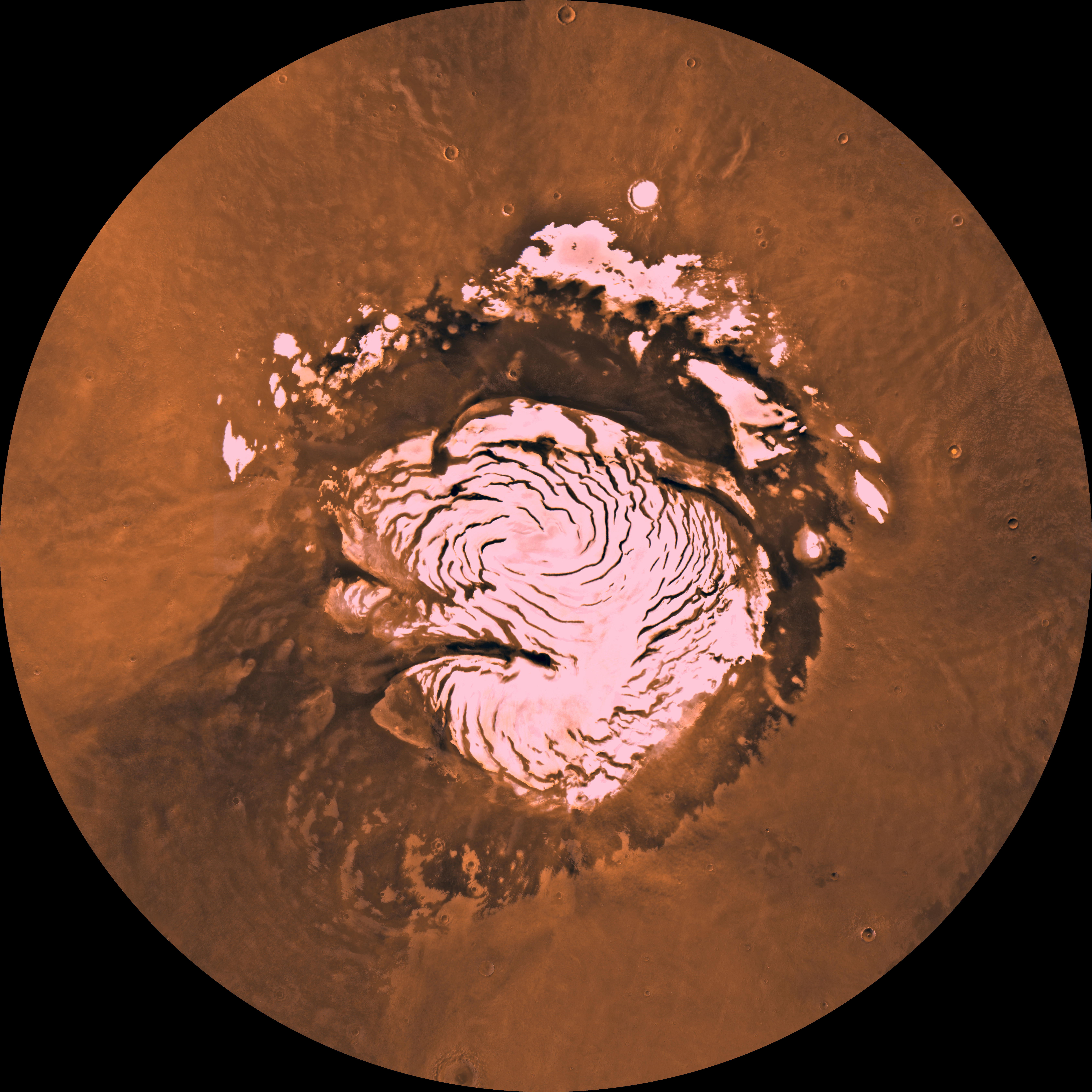
Khu vực cực Bắc với chỏm băng vĩnh cửu.

Sao Hỏa có hai chỏm băng vĩnh viễn ở cực, chỏm phía Bắc nằm ở Planum Boreum và chỏm phía Nam ở Planum Australe.
Sự chênh lệch giữa điểm cao nhất và điểm thấp nhất của Sao Hỏa là gần 30 km (từ đỉnh Olympus Mons ở độ cao 21,2 km đến hố va chạm Badwater ở đáy đồng bằng Hellas thấp hơn 8,2 km so với mốc chuẩn). Để so sánh, sự chênh lệch giữa điểm cao nhất và điểm thấp nhất của Trái Đất (đỉnh Everest và rãnh Mariana) chỉ là 19,7 km. So sánh theo tỷ lệ với bán kính khác nhau của hai hành tinh, ta thấy Sao Hỏa gồ ghề hơn Trái Đất gần gấp ba lần.
Hiệp hội Thiên văn Quốc tế chịu trách nhiệm đặt tên cho các đặc điểm tự nhiên của Sao Hỏa.

### Sự phân đôi địa hình
Khi quan sát địa hình Sao Hỏa, ta sẽ thấy sự phân đôi giữa bán cầu Bắc và Nam. Trong khi Bán cầu Bắc bằng phẳng, có ít hố va chạm và nằm dưới mức độ cao bằng 0; thì Bán cầu Nam là vùng núi và cao nguyên, hầu hết có độ cao trên 0. Hai bán cầu có độ cao chênh nhau từ 1 km đến 3 km.
Ranh giới ngăn cách hai khu vực này được các nhà địa chất quan tâm rất nhiều. Tại đây có kiểu địa hình gồ ghề rất đặc trưng. Kiểu địa hình này có các núi mặt bàn, núi đỉnh tròn, thung lũng nền phẳng có tường thẳng đứng cao khoảng hơn một km. Xung quanh các ngọn núi là những dốc đá thoải, dưới chân dốc có rất nhiều đất đá vụn, cho thấy đó có thể từng là những dòng sông băng.

Các đặc điểm thú vị khác có thể kể đến như những thung lũng sông lớn và những kênh nước cũng gây ra sự chia đôi địa hình này.

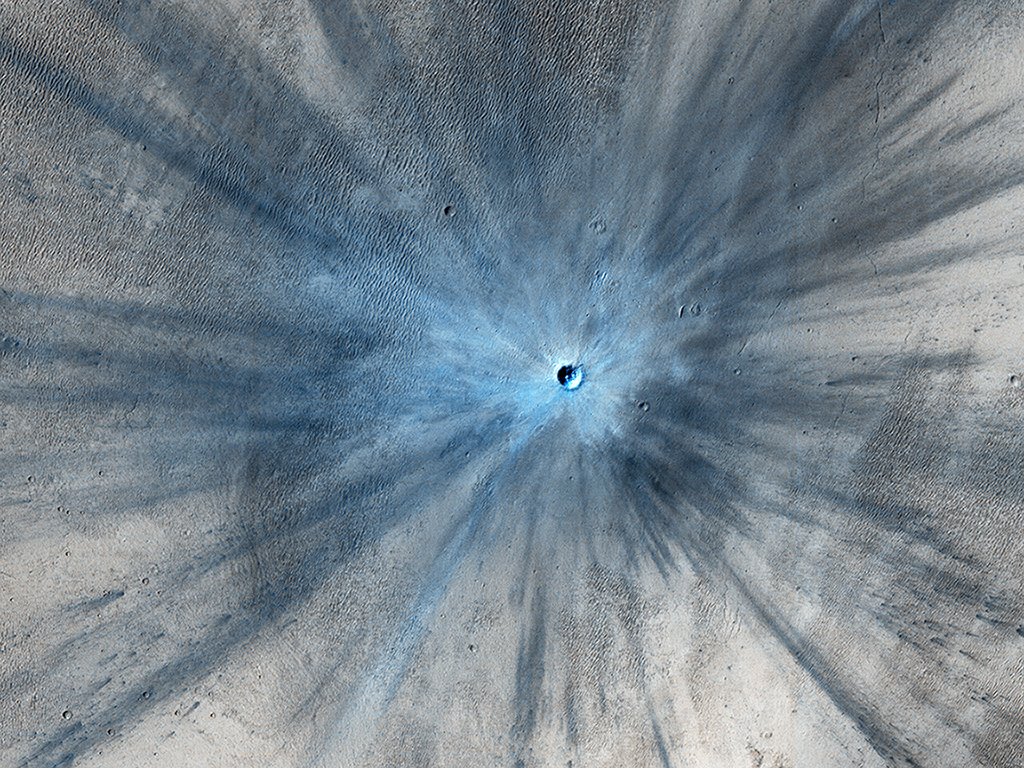
Một hố va chạm mới trên Sao Hỏa ở 3,7°B 53,4°Đ. Ảnh chụp ngày 19 tháng 11 năm 2013.
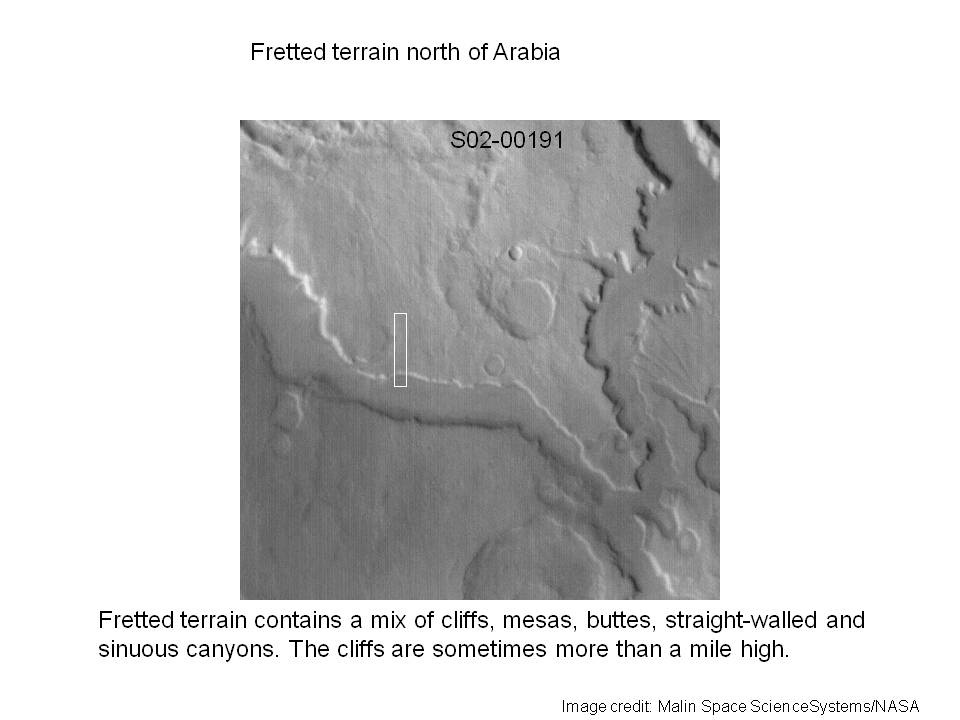
Địa hình gồ ghề của Ismenius Lacus gồm các vách đá và thung lũng phẳng. Ảnh chụp bằng Mars Orbiter Camera (MOC, tạm dịch: Camera chụp từ quỹ đạo Sao Hỏa) của Mars Global Surveyor (tạm dịch: Thiết bị khảo sát toàn Sao Hỏa).
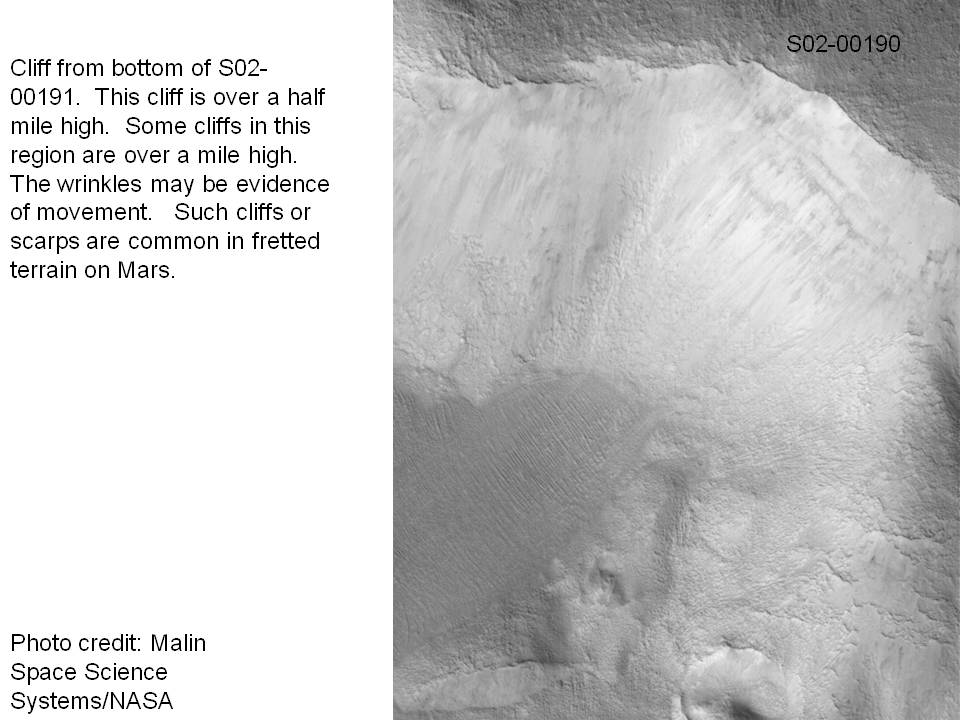
Phóng to bức ảnh phía trước thấy được rõ ràng vách đá. Ảnh chụp bằng camera độ phân giải cao của Mars Global Surveyor (tạm dịch: Thiết bị khảo sát toàn Sao Hỏa).
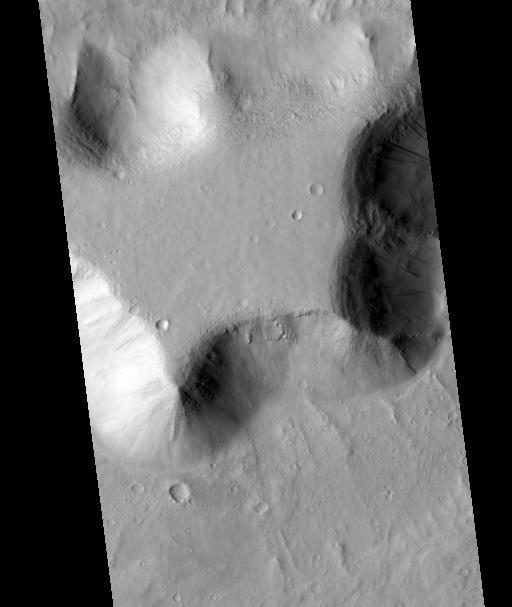
Một dốc thoải đá vụn trong Tứ giác Arcadia.
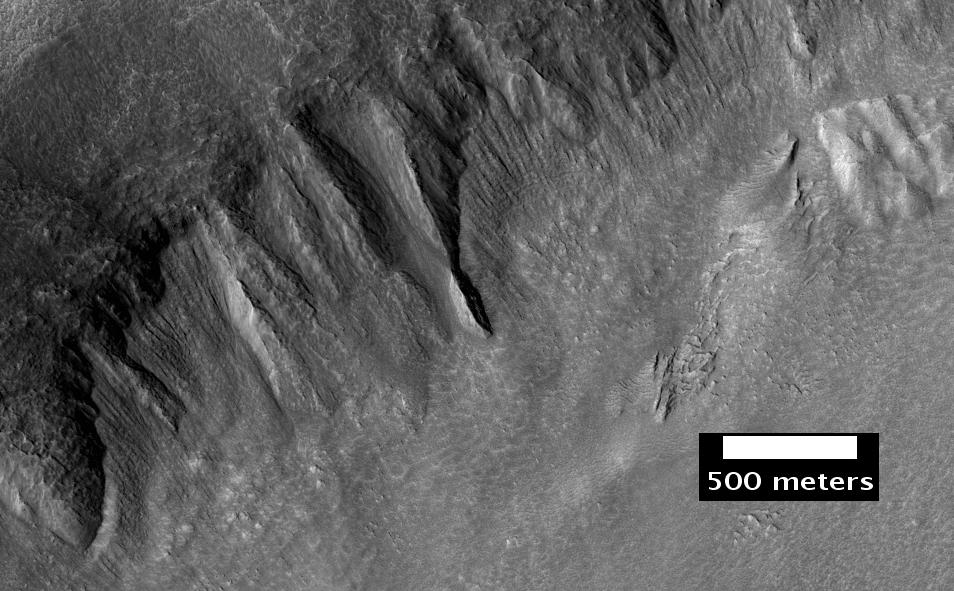
Điểm bắt đầu của các dốc thoải đá vụn. Chiều chuyển động của đất đá là chiều của các vệt sọc. Ảnh chụp trong khu vực Tứ giác Ismenius Lacus.

Các vùng đất thấp phía Bắc chiếm khoảng một phần ba bề mặt Sao Hỏa và vùng này tương đối bằng phẳng, thỉnh thoảng có các hố va chạm. Hai phần ba bề mặt còn lại của Sao Hỏa là vùng cao nguyên phía Nam. Sự khác biệt về độ cao giữa các bán cầu là rất lớn. Do mật độ của những hố va chạm, các nhà khoa học tin rằng bán cầu Nam có tuổi đời lâu hơn so với vùng đồng bằng phía Bắc. Phần lớn vùng cao nguyên phía Nam bị thiên thạch va chạm có niên đại từ kỷ nguyên Noachian.
Nhiều giả thuyết được đưa ra để giải thích sự khác biệt này của hai bán cầu. Ba giả thuyết được chấp nhận phổ biến nhất là một vụ va chạm lớn, nhiều vụ va chạm, và các quá trình nội sinh như đối lưu lớp phủ. Cả hai giả thuyết về va chạm đều nói về các quá trình có thể xảy ra trước khi thiên thạch ngừng tấn công vào hành tinh này, ngụ ý rằng sự phân đôi địa hình Sao Hỏa có nguồn gốc từ rất sớm trong lịch sử của hành tinh.
Giả thuyết về vụ va chạm lớn được đề xuất vào đầu thập niên 1980, lúc ấy khiến nhiều người hoài nghi do hình dạng không hướng tâm (hình elip) của khu vực va chạm. Tuy nhiên, một nghiên cứu năm 2008 đã củng cố giả thuyết này. Nhóm nghiên cứu dùng dữ liệu địa chất và tìm thấy bằng chứng của một vật thể lớn đã va vào Sao Hỏa ở góc xấp xỉ 45 độ. Bằng chứng này bổ sung các phân tích về tính chất hóa học của đá trên Sao Hỏa, về sự trồi lên của vật chất ở lớp phủ sau vụ va chạm.

## Đặt tên

### Đặt tên trong quá khứ
Johann Heinrich Mädler và Wilhelm Beer lập bản đồ Mặt Trăng từ những năm 1830, và họ cũng là những nhà địa lý Sao Hỏa đầu tiên. Họ bắt đầu xác lập một lần và mãi mãi hầu hết các đặc điểm của Sao Hỏa và xác định chu kỳ quay của hành tinh. Năm 1840, Mädler tổng hợp dữ liệu của 10 năm quan sát và vẽ được bản đồ Sao Hỏa đầu tiên trên thế giới. Thay vì đặt tên cho các đặc điểm địa lý trên bản đồ, Beer và Mädler chỉ đơn giản đặt tên cho chúng bằng các chữ cái; Vịnh Meridian (Sinus Meridiani) được gọi là "a".
Trong khoảng 20 năm tiếp theo khi các thiết bị được cải tiến và số lượng người quan sát cũng tăng lên, nhiều đặc điểm khác nhau của Sao Hỏa đã được đặt tên. Solis Lacus được gọi là "Oculus" (Con mắt) và Syrtis Major thường được gọi là "Biển đồng hồ cát" hay "Bọ cạp". Năm 1858, nhà thiên văn học Dòng Tên Angelo Secchi đặt tên cho Syrtis Major là "Atlantic Canale" (Kênh Đại Tây Dương). Secchi nhìn nhận khu vực này "dường như đóng vai trò của Đại Tây Dương trên Trái Đất khi ngăn cách Cựu Thế giới với Tân Thế giới", đây là lần đầu tiên từ canale của tiếng Ý được đặt cho Sao Hỏa.
Năm 1867, Richard Anthony Proctor vẽ bản đồ Sao Hỏa. Ông dựa trên những bản vẽ trước đó của linh mục William Rutter Dawes vào năm 1865 và biến tác phẩm của mình thành bức vẽ đẹp nhất lúc bấy giờ. Proctor giải thích hệ thống tên gọi của mình: "Tôi đặt tên các đặc điểm địa lý của Sao Hỏa theo tên những nhà quan sát đã nghiên cứu các đặc điểm địa lý đó." Dưới đây là một số tên được ông đặt cho, cùng với những cái tên do Schiaparelli đặt trong bản đồ Sao Hỏa xuất bản từ năm 1877 đến năm 1886 của ông. Tên do Schiaparelli đặt thường được sử dụng và là những cái tên được sử dụng đến ngày nay.
| Tên do Proctor đặt  | Tên do Schiaparelli đặt         |
| ------------------- | ------------------------------- |
| Biển Kaiser         | Syrtis Major                    |
| Vùng đất Lockyer    | Hellas Planitia                 |
| Biển Main           | Lacus Moeris                    |
| Eo biển Herschel II | Sinus Sabaeus                   |
| Lục địa Dawes       | Aeria and Arabia                |
| Đại dương De La Rue | Mare Erythraeum                 |
| Biển Lockyer        | Solis Lacus                     |
| Biển Dawes          | Tithonius Lacus                 |
| Lục địa Madler      | Chryse Planitia, Ophir, Tharsis |
| Biển Maraldi        | Maria Sirenum và Cimmerium      |
| Lục địa Secchi      | Memnonia                        |
| Biển Hooke          | Mare Tyrrhenum                  |
| Vùng đất Cassini    | Ausonia                         |
| Lục địa Herschel I  | Zephyria, Aeolis, Aethiopis     |
| Vùng đất Hind       | Libya                           |

Cách đặt tên của Proctor thường bị chỉ trích, chủ yếu vì ông vinh danh quá nhiều các nhà thiên văn học người Anh, cũng như vì ông đặt một tên nhiều hơn một lần. Cá biệt, cái tên Dawes xuất hiện đến 6 lần (Đại dương Dawes, Lục địa Dawes, Biển Dawes, Eo biển Dawes, Đảo Dawes và Vịnh Dawes Forked). Mặc dù vậy, những cái tên này vẫn là nền tảng để các nhà thiên văn học sau này đặt tên tốt hơn dựa vào đặc điểm địa lý.

### Đặt tên ở hiện tại

Bản đồ địa hình Sao Hỏa được thực hiện bởi Cục Khảo sát Địa chất Hoa Kỳ vào năm 2005.

Ngày nay, tên các đặc điểm địa lý của Sao Hỏa có nguồn gốc từ nhiều ngôn ngữ khác nhau, nhưng tên của các đặc điểm lớn chủ yếu bắt nguồn từ các bản đồ Sao Hỏa do nhà thiên văn học người Ý Giovanni Schiaparelli lập vào năm 1886. Schiaparelli đặt tên cho các đặc điểm lớn của Sao Hỏa chủ yếu bằng tên lấy từ thần thoại Hy Lạp và thỉnh thoảng là từ Kinh thánh. Nhiều đặc điểm lớn của Sao Hỏa vẫn giữ lại tên cũ nhưng được thay đổi tên của kiểu địa hình để phù hợp với các kiến thức mới, chẳng hạn Nix Olympica (vùng tuyết Olympus) được đổi thành Olympus Mons (núi Olympus).

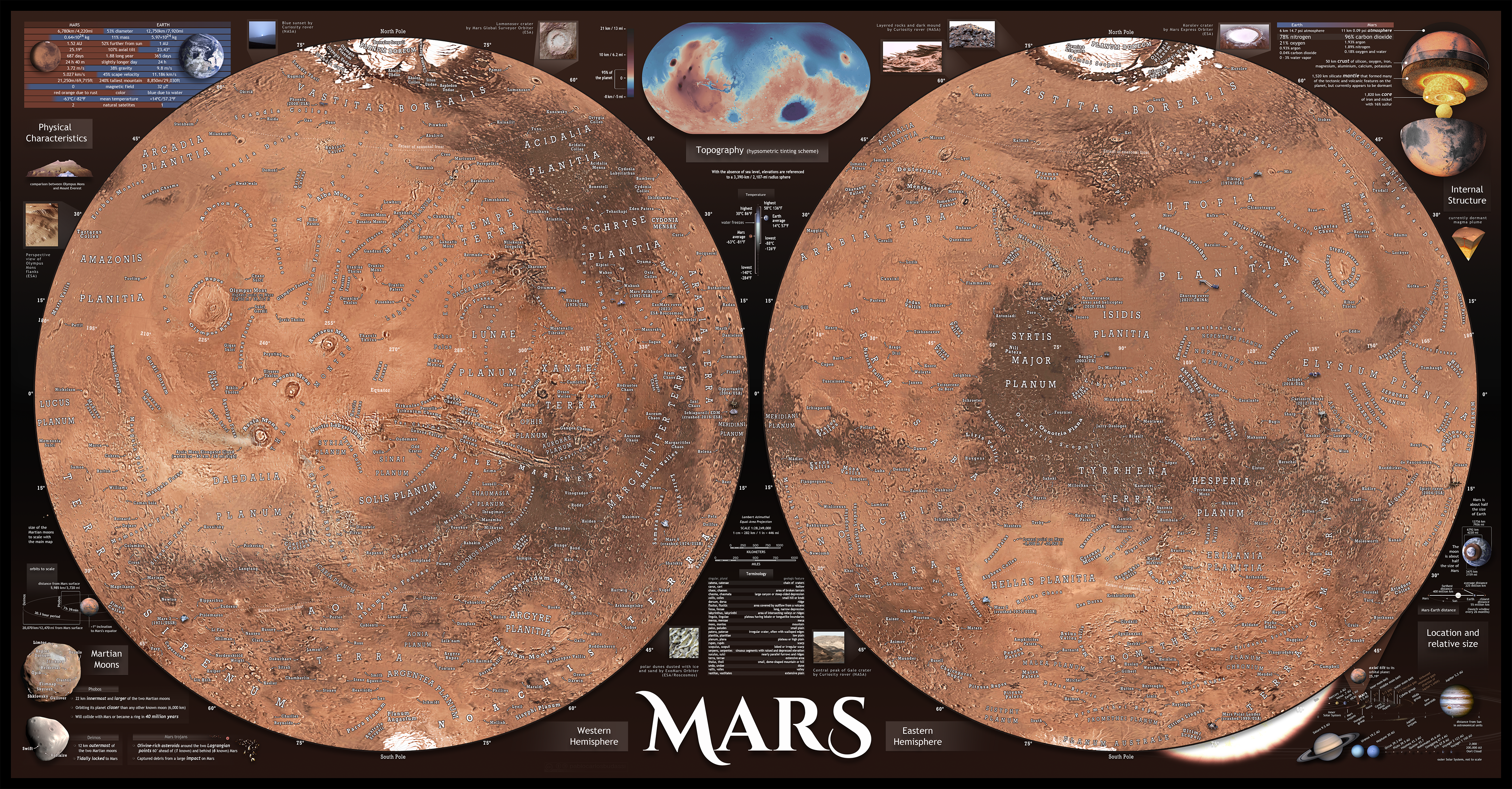
Bản đồ Sao Hỏa phát hành năm 2021.

Các hố va chạm lớn trên Sao Hỏa được đặt theo tên các nhà khoa học và nhà văn khoa học viễn tưởng có sức ảnh hưởng; những hố nhỏ hơn được đặt tên theo các thị trấn, thành phố của Trái Đất.
Nhiều dạng địa hình khác nhau do Mars Exploration Rovers khám phá được đặt tên tạm hoặc tên định danh để xác định chúng trong khi chương trình diễn ra.